# Mannschaftskader der Nationale I Féminine 2004/05
Die Liste der Mannschaftskader der Nationale I Féminine 2004/05 enthält alle Spielerinnen, die in der französischen Nationale I  Féminine 2004/05 (Schach) mindestens eine Partie gespielt haben mit ihren Einzelergebnissen.

## Allgemeines
Insgesamt wurden 42 Spielerinnen eingesetzt, wobei acht Vereine immer die gleichen Spielerinnen aufstellten, während C.E. de Bois-Colombes und der Club de J.E.E.N. jeweils insgesamt fünf Spielerinnen einsetzten. Am erfolgreichsten waren Silvia Collas (Clichy) und Claire Bodenez (Vandœuvre), die alle vier Partien gewannen, je 3,5 Punkte aus 4 Partien erzielten Marina Martsynovskaya (Clichy) und Marina Roumegous (Évry). Neben Collas und Bodenez erreichte mit Fanny Gaudron (Bois-Colombes) eine weitere Spielerin 100 %, diese bestritt jedoch nur einen Wettkampf.

## Legende
Die nachstehenden Tabellen enthalten folgende Informationen:
- Nr.: Ranglistennummer
- Titel: FIDE-Titel zu Saisonbeginn (Eloliste vom Januar 2005); GM = Großmeister, IM = Internationaler Meister, FM = FIDE-Meister, WGM = Großmeister der Frauen, WIM = Internationaler Meister der Frauen, WFM = FIDE-Meister der Frauen, CM = Candidate Master, WCM = Candidate Master der Frauen
- Elo: Elo-Zahl zu Saisonbeginn (Eloliste vom Januar 2005); bei Spielerinnen ohne Elo-Zahl ist die nationale Wertung eingeklammert angegeben
- Nation: Nationalität gemäß Eloliste vom Januar 2005; BUL = Bulgarien, FRA = Frankreich, GER = Deutschland, HUN = Ungarn, SWE = Schweden
- G: Anzahl Gewinnpartien
- R: Anzahl Remispartien
- V: Anzahl Verlustpartien
- Pkt.: Anzahl der erreichten Punkte
- Partien: Anzahl der gespielten Partien

## Club de Clichy-Echecs-92
| Nr. | Titel | Name                  | Elo  | Nation | G | R | V | Pkt. | Partien |
| --- | ----- | --------------------- | ---- | ------ | - | - | - | ---- | ------- |
| 1   | GM    | Antoaneta Stefanowa   | 2491 | BUL    | 2 | 2 | 0 | 3    | 4       |
| 2   | IM    | Silvia Collas         | 2358 | FRA    | 4 | 0 | 0 | 4    | 4       |
| 3   | WIM   | Marina Martsynovskaya | 2157 | FRA    | 3 | 1 | 0 | 3,5  | 4       |
| 4   |       | Sophie Bujisho        | 1953 | FRA    | 3 | 0 | 1 | 3    | 4       |

## Club de Vandœuvre-Echecs
| Nr. | Titel | Name              | Elo  | Nation | G | R | V | Pkt. | Partien |
| --- | ----- | ----------------- | ---- | ------ | - | - | - | ---- | ------- |
| 1   |       | Anna Rudolf       | 2207 | HUN    | 2 | 1 | 1 | 2,5  | 4       |
| 2   |       | Claire Marchadour | 2085 | FRA    | 2 | 1 | 1 | 2,5  | 4       |
| 3   |       | Rebecca Klipper   | 2067 | FRA    | 2 | 0 | 2 | 2    | 4       |
| 4   |       | Claire Bodenez    | 1987 | FRA    | 4 | 0 | 0 | 4    | 4       |

## Évry Grand Roque
| Nr. | Titel | Name             | Elo    | Nation | G | R | V | Pkt. | Partien |
| --- | ----- | ---------------- | ------ | ------ | - | - | - | ---- | ------- |
| 1   | GM    | Pia Cramling     | 2481   | SWE    | 2 | 2 | 0 | 3    | 4       |
| 2   | IM    | Marie Sebag      | 2421   | FRA    | 3 | 0 | 1 | 3    | 4       |
| 3   | WIM   | Marina Roumegous | 2163   | FRA    | 3 | 1 | 0 | 3,5  | 4       |
| 4   |       | Nathalie Bertin  | (1860) | FRA    | 0 | 1 | 3 | 0,5  | 4       |

## Club de Bischwiller
| Nr. | Titel | Name                      | Elo    | Nation | G | R | V | Pkt. | Partien |
| --- | ----- | ------------------------- | ------ | ------ | - | - | - | ---- | ------- |
| 1   | IM    | Ketino Kachiani-Gersinska | 2423   | GER    | 2 | 1 | 1 | 2,5  | 4       |
| 2   | WGM   | Sophie Milliet            | 2309   | FRA    | 3 | 0 | 1 | 3    | 4       |
| 3   |       | Sylvie Genzling           | 2031   | FRA    | 1 | 0 | 3 | 1    | 4       |
| 4   |       | Helene Bertrand           | (1800) | FRA    | 2 | 1 | 1 | 2,5  | 4       |

## Club de Mulhouse Philidor
| Nr. | Titel | Name          | Elo    | Nation | G | R | V | Pkt. | Partien |
| --- | ----- | ------------- | ------ | ------ | - | - | - | ---- | ------- |
| 1   | WIM   | Anne Muller   | 2181   | FRA    | 2 | 1 | 1 | 2,5  | 4       |
| 2   |       | Myriam Weck   | (1780) | FRA    | 1 | 2 | 1 | 2    | 4       |
| 3   |       | Malika Sidibe | (1750) | FRA    | 2 | 0 | 2 | 2    | 4       |
| 4   |       | Emma Richard  | (1730) | FRA    | 2 | 1 | 1 | 2,5  | 4       |

## Marseille Duchamps
| Nr. | Titel | Name                | Elo    | Nation | G | R | V | Pkt. | Partien |
| --- | ----- | ------------------- | ------ | ------ | - | - | - | ---- | ------- |
| 1   |       | Liza Aggoune        | (2030) | FRA    | 2 | 0 | 2 | 2    | 4       |
| 2   |       | Laura Fernandez     | (1990) | FRA    | 2 | 0 | 2 | 2    | 4       |
| 3   |       | Caroline Gadarinian | 1946   | FRA    | 0 | 1 | 3 | 0,5  | 4       |
| 4   |       | Sarah Bismuth       | (1640) | FRA    | 3 | 0 | 1 | 3    | 4       |

## C.E. de Bois-Colombes
| Nr. | Titel | Name              | Elo    | Nation | G | R | V | Pkt. | Partien |
| --- | ----- | ----------------- | ------ | ------ | - | - | - | ---- | ------- |
| 1   |       | Pauline Guichard  | 2068   | FRA    | 1 | 1 | 2 | 1,5  | 4       |
| 2   |       | Alexandra Holin   | (1830) | FRA    | 0 | 1 | 2 | 0,5  | 3       |
| 3   |       | Karine Garnjard   | (1700) | FRA    | 1 | 0 | 3 | 1    | 4       |
| 4   |       | Charlotte Delisle | 1780   | FRA    | 1 | 1 | 2 | 1,5  | 4       |
| 5   |       | Fanny Gaudron     | 2079   | FRA    | 1 | 0 | 0 | 1    | 1       |

## Club de L’Echiquier Naujacais
| Nr. | Titel | Name                     | Elo    | Nation | G | R | V | Pkt. | Partien |
| --- | ----- | ------------------------ | ------ | ------ | - | - | - | ---- | ------- |
| 1   | WIM   | Friederike Wohlers-Armas | 2165   | FRA    | 1 | 1 | 2 | 1,5  | 4       |
| 2   |       | Eva-Maria Zickelbein     | 2117   | GER    | 3 | 0 | 1 | 3    | 4       |
| 3   |       | Lara-Maria Armas         | (1730) | FRA    | 1 | 0 | 3 | 1    | 4       |
| 4   |       | Lena Armas               | (1500) | FRA    | 1 | 0 | 3 | 1    | 4       |

## Club de J.E.E.N.
| Nr. | Titel | Name              | Elo    | Nation | G | R | V | Pkt. | Partien |
| --- | ----- | ----------------- | ------ | ------ | - | - | - | ---- | ------- |
| 1   |       | Aurelia Gatine    | 2063   | FRA    | 0 | 1 | 3 | 0,5  | 4       |
| 2   |       | Stephanie Chauvin | (1840) | FRA    | 2 | 2 | 0 | 3    | 4       |
| 3   |       | Tania Kefs        | (1630) | FRA    | 1 | 0 | 2 | 1    | 3       |
| 4   |       | Emmanuelle Ruiz   | (1570) | FRA    | 0 | 0 | 2 | 0    | 2       |
| 5   |       | Mouna Daya        | (2100) | FRA    | 1 | 0 | 2 | 1    | 3       |

## Club de L’Echiquier Chalonnais
| Nr. | Titel | Name                | Elo    | Nation | G | R | V | Pkt. | Partien |
| --- | ----- | ------------------- | ------ | ------ | - | - | - | ---- | ------- |
| 1   |       | Chantal Veillerette | (1670) | FRA    | 0 | 0 | 4 | 0    | 4       |
| 2   |       | Delphine Griffe     | (1720) | FRA    | 0 | 2 | 2 | 1    | 4       |
| 3   |       | Melanie Mansion     | (1580) | FRA    | 0 | 1 | 3 | 0,5  | 4       |
| 4   |       | Marie Rouffignac    | (1150) | FRA    | 0 | 0 | 4 | 0    | 4       |